# Thanh niên làm theo lời Bác (bài hát)
Thanh niên làm theo lời Bác là một bài hát hành khúc viết cho thế hệ thanh niên Việt Nam bởi nhạc sĩ Hoàng Hòa (tên thật Cao Hy Vọng) vào cuối năm 1952, đầu năm 1953.
Đại hội đại biểu toàn quốc Đoàn Thanh niên Cộng sản Hồ Chí Minh lần thứ VI (tháng 10 năm 1992) đã quyết định lấy bài hát này làm Bài ca chính thức của Đoàn (Đoàn ca).

## Hoàn cảnh ra đời và lịch sử
Ngày 20 tháng 3 năm 1951, Chủ tịch Hồ Chí Minh đã đến thăm đơn vị thanh niên xung phong (liên phân đội 312) đang làm nhiệm vụ tại Nà Cù, Bắc Kạn. Chủ tịch Hồ Chí Minh sau khi được nghe báo cáo về tinh thần của các đội viên thanh niên xung phong để phục vụ kháng chiến, đã đọc tặng bốn câu thơ, mà sau này thường gọi là bài thơ "Khuyên thanh niên":
| “                      | Không có việc gì khó Chỉ sợ lòng không bền Đào núi và lấp biển Quyết chí ắt làm nên! | ” |
| — Chủ tịch Hồ Chí Minh |                                                                                      |   |

Bài thơ trên cùng bản tường thuật chuyến thăm được đăng trên báo Cứu quốc. Năm 1953, Nhạc sĩ Hoàng Hòa đã đọc được bài báo và lấy cảm hứng sáng tác bài hát, ban đầu lấy tên là Thanh niên xung phong làm theo lời Bác:
Kết đoàn lại thanh niên chúng ta cùng nhau đi lên
Giơ nắm tay thề gìn giữ hòa bình độc lập tự do
Kết đoàn lại thanh niên chúng ta cùng quyết tiến bước
Đánh tan quân thù, xây đắp cuộc đời hạnh phúc ấm no!
Đi lên thanh niên chớ ngại ngần chi
Đi lên thanh niên làm theo lời Bác:
Không có việc gì khó
Chỉ sợ lòng không bền
Đào núi và lấp biển
Quyết chí ắt làm nên!

Đi lên thanh niên! Đi lên thanh niên!

## Lời bài hát
Tháng 7 năm 1954, tại hội nghị cán bộ Đoàn toàn quốc, bài hát này được phổ biến cho các đại biểu. Nhiều người đã góp ý và thống nhất đổi chữ “kết đoàn lại” thành “kết liên lại” cho phù hợp với nốt nhạc và để dễ hát, dễ truyền miệng. Đồng thời sửa luôn tên bài là “Thanh niên làm theo lời Bác” cho gọn và ai cũng hát được.
Kết liên lại, thanh niên chúng ta cùng nhau đi lên,
Giơ nắm tay thề, gìn giữ hòa bình độc lập tự do.
Kết liên lại, thanh niên chúng ta cùng quyết tiến bước,
Đánh tan quân thù, xây đắp cuộc đời hạnh phúc ấm no.

Đi lên thanh niên, chớ ngại ngần chi,
Đi lên thanh niên, làm theo lời Bác:
“Không có việc gì khó, chỉ sợ lòng không bền,

Đào núi và lấp biển, quyết chí ắt làm nên".